# Héctor Thomas
Héctor Thomas Martínez (El Callao, estado Bolívar, Venezuela, 10 de octubre de 1938-Caracas, Distrito Capital, 23 de diciembre de 2008) fue un atleta decatlonista venezolano.

## Biografía
Héctor Thomas nació en El Callao, municipio El Callao del estado Bolívar el 10 de octubre de 1938.
En su tiempo fue considerado el "atleta más completo" y sin dudas su nombre figura hoy en la leyenda del atletismo venezolano, con participación en los Juegos Olímpicos de Roma 1960, Juegos Olímpicos de Tokio 1964 y Juegos Olímpicos de México 1968.
Miembro del Salón de la Fama del Deporte Venezolano y perteneciente a la llamada época de oro del atletismo venezolano o de "Los Superdotados", que brillaron en las pistas y campos del atletismo, en los años sesenta y que integraban, entre otros, Horacio Estévez, Rafael Romero, Gisela Vidal, Hortensio Fusil, Arístides Pineda, Leslie Mentor, Arquímedes Herrera y Brígido Iriarte, Su ingreso al mundo del atletismo ocurrió casi por azar, cuando el entrenador de la selección nacional, el húngaro Ladislao Lazar, lo vio jugando fútbol y lo ganó para la competencia del deporte rey.
A los 20 años, ya Héctor Thomas empezó a destacarse y representó a Venezuela en los VIII Juegos Centroamericanos y del Caribe, celebrados en Caracas en 1959, obteniendo una medalla de bronce.
Discípulo del gran Brígido Iriarte, de quien conoció los secretos de la esforzada competencia del salto con garrocha y el salto triple, Thomas ganó todas las competencias nacionales e internacionales: tres Juegos Panamericanos, cuatro citas Bolivarianas, dos Juegos Iberoamericanos y dos Juegos Centroamericanos y del Caribe.
Asimismo, sobresalió en los IX Juegos Centroamericanos y del Caribe de Jamaica en 1962, al ganar medalla de oro en el pentatlón y plata en el lanzamiento de peso. Igual, en el Campeonato Iberoamericano celebrado en Chile en 1960, torneo en el que ganó la presea dorada en el decatlón y fue designado como el Atleta Más Completo de la justa.
Su momento de gloria fue en 1967, en los Panamericanos de Winnipeg, cuando corrió por debajo de 5 minutos (4:50) los 1.500 metros planos y ganó una medalla de plata; y en los Juegos Panamericanos, donde ganó medalla de bronce en São Paulo, Brasil, en 1963.
"Todos han sido momentos de gloria, pero el principal fue el segundo lugar que obtuve en los Panamericanos de Winnipeg de 1967 en la prueba del decatlón", recordó años después. "La prueba más difícil para mí era la de los 1.500 metros. Logré 4:50 porque mi musculatura no era la adecuada para esa distancia. Era mucho mejor en los 100 metros planos y fui uno de los mejores velocistas del momento entre los decatlonistas".
Tras su retiro de las pistas, Thomas se dedicó a trabajar como entrenador de atletismo en la Universidad Central de Venezuela y en la Escuela de Formación de Oficiales de las Fuerzas Armadas de Cooperación.
El reconocimiento le llegó en el año 1998, cuando ingresó al Salón de la Fama del Deporte Venezolano, tras ser elegido por el Círculo de Periodistas Deportivos.
Después de varios años Héctor Thomas, ingresó como profesor de inglés básico para niños estudiantes de básica en colegio Nuestra Señora del Carmen, de igual forma ejerció como docente de inglés y coordinador de deportes en el Colegio Americano, ambos localizados en Caracas. También fue entrenador de atletismo del Liceo Militar Gran Mariscal de Ayacucho.
Falleció el 23 de diciembre del 2008 en Caracas, a causa de cáncer estomacal.

## Honores
Algunos honores recibidos:
- El atleta del año
- Orden Francisco de Miranda (Primera Clase)
- Orden “Al Buen Ciudadano”
- Orden “Ing. Miguel Sanabria” (Única clase)
- Orden al Mérito Deportivo
- Buen Deportista YMCA de Venezuela
- Miembro Salón de la Fama del Deporte Nacional
- Miembro Salón de la Fama del Deporte Ucevista
- Estadio Héctor Thomas de El Callao
- Atleta del año Post - Mortem, Municipio Libertador, 2009
- Cancha deportiva “Hector Thomas” de Coche 2009
- Exaltación al Salón de la Fama de la FVA 2009 (Primera)